# Religija u Češkoj
U Češkoj je do prve polovice 20. stoljeća bilo dominatno kršćanstvo, od tada broj kršćana stalno opada tako da je danas Češka jedna od najmanje religioznih država na svijetu.
Povijesno gledano češki ljudi su okarakterizirani kao "tolerantni", pa čak i ravnodušni prema religiji.  Prema popisu stanovništva iz 2011. godine, 34,2% stanovništva nije imalo religiju, 10,3% je rimokatolika i 10,2%  drugih oblike religija. 45,2% stanovništva nije odgovorilo na pitanje o vjeri. Od 1991. do 2011. godine broj rimokatolika se smanjio s 39,0% na 10,3%.
Prema istraživanju Eurobarometra o religioznosti u Europskoj uniji 2012. godine, 39% čeških građana nisu vjernici ili su agnostici. Kršćana je 34% od čega je 29% katolika, 2% protestanata i 3% ostalih kršćana. Ateista ima 20%, dok 6% ispitanih nije odgovorilo na pitanje.

## Islam
U Češkoj živi mala zajednica muslimana, čiji se broj povećava prema svakom sljedećem popisu. Tako je prema popisu stanovništva 1991. godine u Češkoj živjelo samo 495 muslimana, 2001. 3.699 a 2011. godine 19.097 muslimana.

## Budizam
Prema popisu stanovništva iz 2001. godine u Češoj je živjelo 6.817 budista. Prema nekim procjenama danas u Češkoj živi nekoliko desetaka tisuća Budista, s obzirom na to da u Češkoj živi više od 50.000 Vijetnamaca koji prakticiraju mahajanu klasifikaciju u budizmu. 
|                                                         | 1991.      | 1991.      | 2001.      | 2001.      | 2011.      | 2011.      |
| broj                                                    | %          | broj       | %          | broj       | %          |            |
| Rimokatolička Crkva                                     | 4.026385   | 39,0       | 2.740.780  | 26,8       | 1.083.899  | 10,3       |
| Evangelička crkva Češke braće                           | 203.996    | 2,0        | 117.212    | 1,1        | 51.916     | 0.5        |
| Čehoslovačka husitska crkva                             | 178.036    | 1,7        | 99.103     | 1,0        | 39.276     | 0,4        |
| vjernici identificirali s još nekim religijama          | 120.317    | 1,7        | 330.993    | 3,2        | 292.347    | 2,7        |
| vjernici koji se ne poistovjećuje s određenom religijom |            |            |            |            | 707.649    | 6,7        |
| nereligiozni                                            | 4.112.864  | 39,9       | 6.039.991  | 59,0       | 3.612.804  | 34,2       |
| nema odgovora, nepoznato                                | 1.665.617  | 16,2       | 901.981    | 8,8        | 4.774.323  | 45,2       |
| ukupno stanovnika                                       | 10.302.215 | 10.302.215 | 10.230.060 | 10.230.060 | 10.562.214 | 10.562.214 |

## Galerija
- Širenje kršćanstva u Europi i na Sredozemlju.
- Europa u doba velike podjele 1054. godine.
- Religija u Europi, na Sredozemlju i na Bliskom Istoku 1100.
- Religije u Europi 1560.